# Bezirk Salacgrīva
Der Bezirk Salacgrīva (Salacgrīvas novads) war von 2009 bis 2021 eine Verwaltungseinheit in Lettland. Im Zuge einer Verwaltungsreform 2021 wurde das Gebiet Teil des Bezirks Limbaži.
Der Bezirk wurde 2009 aus den Städten Salacgrīva und Ainaži sowie den drei Landgemeinden (pagasts) Ainaži, Liepupe und Salacgrīva geschaffen.

## Geographie
Das Bezirksgebiet lag im Norden des Landes entlang der Rigaer Bucht bis zur estnischen Grenze.

## Nachweise
1. ↑  Vides aizsardzības un reģionālās attīstības ministrija (Ministerium für Naturschutz und Regionalentwicklung), Karten und Auflistung der Verwaltungseinheiten, abgerufen am 19. Juli 2021